# SN 1974B
SN 1974B – supernowa odkryta 28 stycznia 1974 roku w galaktyce NGC 5161. W momencie odkrycia miała maksymalną jasność 14,50m.